# Goniagnathus taiwanus
Goniagnathus taiwanus är en insektsart som beskrevs av Matsumura 1912. Goniagnathus taiwanus ingår i släktet Goniagnathus och familjen dvärgstritar. Inga underarter finns listade i Catalogue of Life.